# Denpa (zenei stílus)
A denpa (電波ソング; Hepburn: Denpa songu) a japán zene egy olyan típusa, amely szándékosan furcsa és fülbemászó.
A denpa-dalok közös vonásai közé tartozik a szándékosan hamis ének, az értelmetlen dalszövegek és a fülbemászó dallam. 
A denpa-szubkultúra Japánon belül nőtt nagyra, amely egy lényeges aspektusa lett az otaku kultúrának és nagyszámú dódzsinsi csoportok és zeneművészek adnak elő denpa zenét. A denpa önmagában nem egy külön műfaj, hanem különféle típusú zenék gyűjtőfogalma.   
Alternatív kifejezések az utóbbi időkben alkotott denpa zenére az Akiba-pop és A-pop. A Moe-dal (萌えソング; Hepburn: Moe songu) kifejezés kifejezetten otaku eredetű denpa-zenére utal, mely moe témákat tartalmaz.

## Terminológia
A japán "denpa" (電波; Hepburn: Denpa, ’'elektromágneses hullámok'’) eredetileg az 1990-es években merült fel olyan furcsa személyek leírására, akik gyakran álmodoznak és személyes fantáziáikban élnek. A fogalom az 1981-es Fukagava Utcai Bünesetek leírásából származik, ahol a tiltott szereket használt tettes több járókelőt megkéselt nappal, és később a bírósági tárgyalásán bevallotta hogy őrült és az elektromágneses hullámok mondták neki, hogy késeljen.
Az 1990-es évek elejére a denpa kifejezés kezdett megjelenni a zenében és az irodalomban, és a "denpa-kei" (電波系; Hepburn: Denpa-kei)  kifejezéssel a téveszmés, hátborzongató emberekre vagy őrültekre utaltak, mint megalázó eufemizmusra, azon az elképzelésen alapulva, hogy ezek az emberek az elektromágneses hullámokon keresztül hallanak hangokat / látnak dolgokat és képesek telepátiára.
Ebben az időben az ilyen felhasználás példái között szerepelnek a KING-SHOW japán metálegyüttes dalai, amelyek utaltak a gyilkosság eseményére. 
A zenét illetően a kifejezés negatív konnotációt kapott, mivel a fogalom főleg a hátborzongatónak volt tartva, és érthetetlen szövege volt, és gyakran otaku eredetű dalszövegekkel társult. Mivel az otakukat gyakran furcsa embereknek tekintették, akik a társadalom többi részétől eltérően viselkedtek, a denpa Japánban és az Akihabarai színtérben széles körben kapcsolódott az otaku kultúrához. Végül a "denpa" mindenkire kiterjedt, aki mókásnak vagy a valóságtól elrugaszkodónak tűnt, mintha ezek az emberek az elektromágneses hullámok által lennének hipnotizálva, vagy irányítva. Az idő előrehaladtával a denpa a zene kategóriába sorolódott, és az ilyen zene népszerűvé vált az egyedi érdeklődésű otaku körökben, akik elhatárolódtak a mainstreamtől.  

## Jellemzők
A denpa dalok olyan dalszövegekből és dallamokból állnak, amelyeket általában kínosnak és furcsának tekintnek; ennek ellenére a hallgatók továbbra is vonzódnak ehhez, azzal az indokkal, hogy a zene "hipnotizálta" a hallgatót. A dal furcsasága "uralja őket". Ezt a doku-denpa (毒電波; Hepburn: Doku denpa, ’"mérgező elektromágneses hullámok"’) kifejezéssel írják le. A denpa dalok gyakran értelmetlen dalszövegeket vagy otaku-témákat tartalmaznak. A gyakori témák közé tartozik a téveszmék, a telepátia vagy az őrület, és gyakran az ilyen dalok kaotikus vagy ismétlődő dalszövegeket tartalmaznak a hátborzongásig. 
A denpa dalok gyakran fülbemászó dallam mellett ismétlődő énekeket vagy hamis énekeket tartalmaznak, hangsúlyozva a zene túlzott energiáját. 
A magas hangú ének, a wotagei éljenzés és más különféle szélsőségek a denpát jellemző káosz felé vezetnek. Példa erre a zenére a Neko Mimi Mode, egy dal, amelynek szövege a Neko Mimi Mode kifejezés, amelyet újra és újra megismételnek. A denpa zenét össze lehet kapcsolni más egyéb zenei alkategóriákkal, mint a gamewave, a bitpop és a chiptune zene is.  
A denpa dalokat gyakran hibásan jellemzik aranyosnak és boldognak, mivel számos denpa zene moe témájú (amelyek a denpa dalokat boldoggá, aranyossá és gyors üteművé alakítják). Ez azonban nem mindig van így, mivel ezek sokkal sötétebb témákat is tartalmazhatnak.
A denpa zene egyik téves elképzelése, hogy egy aranyos J-pop fajta, pontatlan megnevezés, mivel ez nagyrészt underground stílus. Mivel ez a stílus nem annyira népszerű, mint a mainstream zene, teljesen más színtérrel rendelkezik, mint a J-pop. 
A kezdeti időkben denpát főként hátborzongató zenével társították, amelynek eredményeként a mainstream nagyrészt lenézte a stílust, és csak az egyedi érdeklődésű otakukra korlátozódott. Az Under17 egy népszerű együttes volt, amely zenekarként aranyos dalokat készített, furcsa dalszövegekkel, és ezek a dalok megváltoztatták a denpa zene külső felfogását. 

## A popkultúrában
A denpa albumokat a művészek gyakran értékesítik olyan rendezvényeken, mint a Comiket, valamint az otaku kultúra iránt érdeklődő nagyszabású összejöveteleken.  
A denpát néha anime sorozatok nyitó és záró zenéjében használják; A példák között szerepelnek a Squid Girl és Kill Me Baby, és a The Disastrous Life of Saiki K. című anime-sorozatok. 

## Figyelemre méltódenpaelőadók
- Mosaic.wav
- ave:new project
- KOTOKO
- IOSYS
- Band Ja Naimon!
- t+pazolite
- Dempagumi.inc
- Momoiro Clover Z
- ULTRA-PRISM
- I've Sound
- Under17
- Hosina Megumi
- Nanahira
- Camellia